# Hiltegund von Münchaurach
Hiltegund von Münchaurach (auch Hildegundis), die im 12. Jahrhundert (Zeit Konrads III., 1138–1152) gelebt haben soll, wird in und um Münchaurach in Mittelfranken als Lokal-Heilige verehrt. Sie soll an einem 14. Oktober gestorben sein.

## Leben
Die historische Existenz von Hiltegund, angeblich die Adoptiv-Tochter des Grafen Goswin von Höchstadt und Schwester des Pfalzgrafen bei Rhein Hermann von Stahleck, ist nicht nachzuweisen. Der Kult ging vom Benediktinerkloster Münchaurach aus. Nach der in ihm entstandenen lateinischen Legende, die in einer Abschrift von Hartmann Schedel aus dem späten 15. Jahrhundert überliefert ist, sollte sie von ihrem Vater zur Ehe mit einem Mann gezwungen werden, obwohl sie Jungfrau bleiben wollte. Am Tag der Hochzeit starb sie, und ihr erschütterter Vater stiftete daraufhin das Kloster.
Ladislaus Sunthaym gab um 1500 aus Münchaurach einen deutschsprachigen Text Historia sanctae Hildegundis heraus, der offensichtlich Bild-Tituli (möglicherweise eines Wandbilds) zu einer Darstellung des Lebens der Heiligen enthält.
In den letzten Jahren wurde in Höchstadt wiederholt eine Feierstunde zu Ehren Hiltegunds abgehalten. 2004 sprach die damalige bayerische Kultusministerin Monika Hohlmeier über die Legende, indem sie das Leben der Hiltegund mit den Begriffen Freiheit – Glaube – Verantwortung zu fassen versuchte.
Eine einseitig auf den historischen Quellenwert abstellende Kritik der von Andreas Felix Oefele abgedruckten Legende legte 1879 Harry Bresslau in den Jahrbüchern des Deutschen Reichs unter Konrad II. vor (Bd. 1, S. 469–470). Zuvor hatte sich bereits Haupt in seiner Arbeit über den Herzog Ernst auf die Legende bezogen.

## Belege
1. ↑  Bibliotheca Hagiographica Latina (BHL), Nr. 3941
2. ↑  Der Text der Rede war abrufbar unter www.km.bayern.de/km/asps/archiv/11_11_hildegund_fest.pdf (auch nicht im Internet Archive erreichbar)
3. ↑  ZfdA 7, 1849, S. 302f.